# Norra Bergundasjön
Norra Bergundasjön eller Norresjö är en sjö i Växjö kommun i Småland och ingår i Mörrumsåns huvudavrinningsområde. Sjön är 4,7 meter djup, har en yta på 2,16 kvadratkilometer och befinner sig 160 meter över havet. Sjön avvattnas av vattendraget Bergundakanal. Vid provfiske har en stor mängd fiskarter fångats, bland annat abborre, björkna, braxen och gers.

## Delavrinningsområde
Norra Bergundasjön ingår i det delavrinningsområde (630489-143613) som SMHI kallar för Utloppet av Norresjö. Medelhöjden är 164 meter över havet och ytan är 6,96 kvadratkilometer. Räknas de 6 avrinningsområdena uppströms in blir den ackumulerade arean 48,82 kvadratkilometer. Bergundakanal som avvattnar avrinningsområdet har biflödesordning 2, vilket innebär att vattnet flödar genom totalt 2 vattendrag innan det når havet efter 109 kilometer. Avrinningsområdet består mestadels av skog (33 procent) och öppen mark (15 procent). Avrinningsområdet har 2,16 kvadratkilometer vattenytor vilket ger det en sjöprocent på 31,1 procent. Bebyggelsen i området täcker en yta av 0,88 kvadratkilometer eller 13 procent av avrinningsområdet.

## Fisk
Vid provfiske har följande fisk fångats i sjön:
- Abborre
- Björkna
- Braxen
- Gärs
- Gädda
- Gös
- Karpfisk obestämd
- Löja
- Mört
- Sarv
- Sutare